# ATP Praga 1999
L'ATP Praga 1999 è stato un torneo di tennis giocato sulla terra rossa. È stata la 13ª edizione dell'ATP Praga che fa parte della categoria International Series nell'ambito dell'ATP Tour 1999. Si è giocato a Praga in Repubblica Ceca dal 26 aprile al 2 maggio 1999.

## Campioni

### Singolare
Dominik Hrbatý ha battuto in finale  Sláva Doseděl con il punteggio di 6–2, 6–2

### Doppio
Martin Damm /  Radek Štěpánek hanno battuto in finale  Mark Keil /  Nicolás Lapentti con il punteggio di 6–0, 6–2